# Soufrière (Dominica)
Soufrière è un centro abitato della Dominica, capoluogo della parrocchia di Saint Mark.